# Dick Nanninga
Dirk Jacobus Willem Nanninga dit Dick Nanninga (né le 17 janvier 1949 à Groningue et mort le 21 juillet 2015 à Maaseik) est un footballeur néerlandais.

## Biographie
Cet attaquant est célèbre pour avoir inscrit à quelques minutes de la fin du temps réglementaire le but de l'égalisation des Pays-Bas contre l'Argentine en finale de la coupe du monde 1978. Nanninga, qui avait débuté en sélection nationale quelques semaines auparavant, était confiné à un rôle de remplaçant dans ce Mondial. Il n'avait disputé que 22 minutes contre le Pérou (0-0) au premier tour et 11 minutes contre la RFA (2-2) au deuxième tour. Entré en jeu à la place de Johnny Rep à la 59e minute de la finale, il trompe de la tête le gardien argentin Ubaldo Fillol 23 minutes plus tard, arrachant ainsi les prolongations. Néanmoins ce but sera inutile car les Argentins s'imposeront 3-1 après prolongation et remporteront leur première Coupe du monde.
Sélectionné pour la première fois sur le tard (à 29 ans), Nanninga ne connaîtra que 15 capes (6 buts) entre 1978 et 1981. Il disputera trois rencontres lors de la phase finale du Championnat d'Europe des nations 1980. Il connaîtra sa dernière sélection et son dernier but le 22 février 1981 contre Chypre lors d'un match des Éliminatoires de la Coupe du monde 1982.

## Clubs
- BV Veendam (1973-1974)
- Roda JC (1974-1982)
- Seiko SA (1982-1983)
- MVV Maastricht (1983-1986)